# Max Lemke
Max Lemke (n. 2 decembrie 1996, Heppenheim, Hessa, Germania) este un caiacist ce a reprezentat Germania, medaliat olimpic. A participat la 2 ediții ale Jocurilor Olimpice (2020, 2024) în care a câștigat o medalie de aur.